# Psilurus
Psilurus és un gènere de plantes eurasiàtiques i nordafricanes de la família de les poàcies, ordre de les poals, subclasse de les commelínides, classe de les liliòpsides, divisió dels magnoliofitins. L'única espècie coneguda és Psilurus incurvus, originària del Mediterrani i del sud-oest asiàtic, des de Portugal i el Marroc, fins al Pakistan i Uzbekistan. Està naturalitzat en algunes regions d'Austràlia.